# Rodino (Rodinskij rajon)
Rodino (in russo Родино) è un grosso villaggio e centro amministrativo del rajon omonimo situato nella parte occidentale del territorio dell'Altaj (Russia) con 8 597 abitanti (censimento del 14 ottobre 2010).
Quest'insediamento, situato nella steppa di Kulunda, si trova a circa 80 km dal confine con il Kazakistan e può essere raggiunto attraverso l'autostrada Pavlodar - Kulunda - Alejsk - Barnaul. Si trova a circa 160 metri sul livello del mare.
Nelle campagne attorno Rodino predomina la coltivazione di grano sulle aree ricoperte da terre nere, che sono soggette a pesanti erosioni del suolo, soprattutto in maggio. È qui che termina il canale di Kulunda.

## Evoluzione demografica
Fonte: Risultati del Censimento Russo del 2010. Volume 1. Numero e distribuzione della popolazione.
- 1959: 7087
- 1970: 6964
- 1979: 7787
- 1989: 8944
- 2002: 9612
- 2010: 8597